# 1844 w sztukach plastycznych

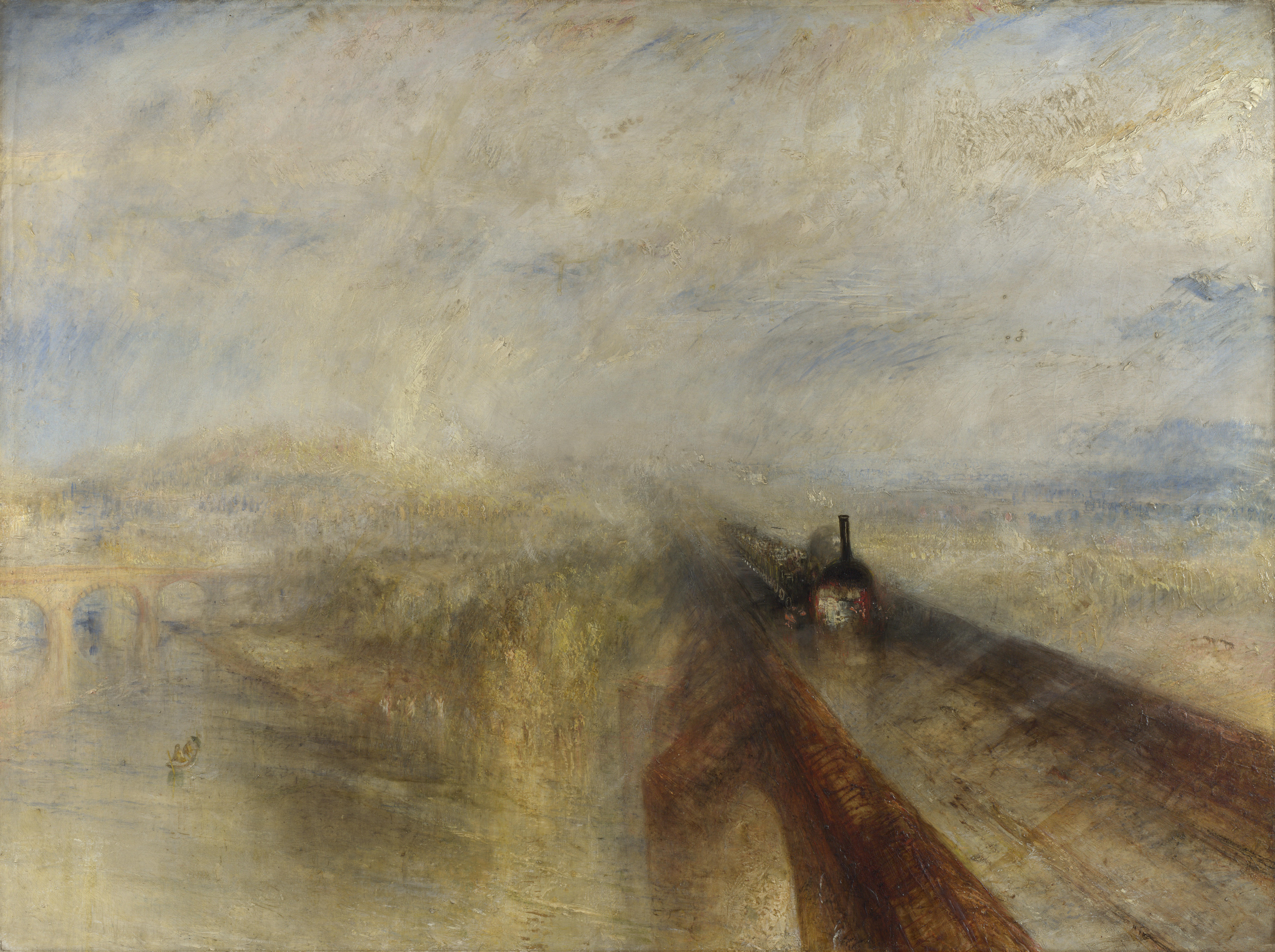
William Turner Deszcz, para, szybkość

Wydarzenia w sztukach plastycznych i wizualnych w 1844 roku.

## Malarstwo
- William Turner

Deszcz, para, szybkość

## Urodzeni
- 20 lutego – Mihály Munkácsy (zm. 1900), węgierski malarz
- 21 maja – Henri Rousseau (zm. 1910), francuski malarz
- 22 maja – Mary Cassatt (zm. 1926), amerykańska malarka i graficzka
- 25 lipca – Thomas Eakins (zm. 1916), amerykański malarz, rzeźbiarz, fotograf i nauczyciel
- 31 lipca – Léon Augustin Lhermitte (zm. 1925), francuski malarz
- 5 sierpnia – Ilja Riepin (zm. 1930), rosyjski malarz
- 1 listopada – Olga Wisinger-Florian (zm. 1926), austriacka malarka
- Pierre Adrien Dalpayrat (zm. 1910), francuski ceramik

## Zmarli
- 20 lutego – Antoni Blank (ur. 1785), polski malarz
- 4 marca – Paul Storr (ur. 1771), angielski rzeźbiarz, złotnik i projektant
- 24 marca – Bertel Thorvaldsen (ur. 1770), duński rzeźbiarz
- 2 maja – William Beckford (ur. 1760), angielski kolekcjoner sztuki, powieściopisarz i polityk